# Список архитектур ARM
Список процессорных и микроконтроллерных микроархитектур семейства ARM, разработанных ARM Holdings и сторонними группами. Упорядочено по версии набора команд ARM.
Компания ARM предоставляла список фирм, реализовавших архитектуры ARM, самостоятельно. Некоторую информацию также предоставляет компания Keil.
Список ядер собственной разработки ARM также опубликован на их интернет-сайте.

## Ядра ARM

### Разработанные в ARM
| Семейство ARM | Архитектура ARM  | Ядро                             | Дополнения | Кэши (I / D), MMU | Типичные MIPS @ МГц                                                            |
| ------------- | ---------------- | -------------------------------- | --- | --- | ------------------------------------------------------------------------------ |
| ARM1          | ARMv1            | ARM1                             | Первая реализация | Нет |                                                                                |
| ARM2          | ARMv2            | ARM2                             | В ARMv2 была добавлена инструкция MUL (умножение) | Нет | 4 MIPS @ 8 МГц 0,33 DMIPS/МГц                                                  |
| ARM2          | ARMv2a           | ARM250                           | Встроенный MEMC (MMU), графический процессор и сопроцессор ввода-вывода. В ARMv2a добавлены инструкции SWP и SWPB (обмен) | Нет, MEMC1a | 7 MIPS @ 12 МГц                                                                |
| ARM3          | ARMv2a           | ARM3                             | Первая интегрированная кэш память | 4 КБ, унифицированный | 12 MIPS @ 25 МГц 0,50 DMIPS/МГц                                                |
| ARM6          | ARMv3            | ARM60                            | В ARMv3 добавлена поддержка 32-битной адресации памяти (ранее — 26 бит) | Нет | 10 MIPS @ 12 МГц                                                               |
| ARM6          | ARMv3            | ARM600                           | Как в ARM60, дополнительно — кэш и шина сопроцессора (для блока FPA10 обработки числе с плавающей запятой) | 4 КБ, унифицированный | 28 MIPS @ 33 МГц                                                               |
| ARM6          | ARMv3            | ARM610                           | Как в ARM60, кэш, без шины сопроцессора | 4 КБ, унифицированный | 17 MIPS @ 20 МГц 0,65 DMIPS/МГц                                                |
| ARM7          | ARMv3            | ARM700                           | | 8 КБ, унифицированный | 40 МГц                                                                         |
| ARM7          | ARMv3            | ARM710                           | Как ARM700, без шины сопроцессора | 8 КБ, унифицированный | 40 МГц                                                                         |
| ARM7          | ARMv3            | ARM710a                          | Как ARM710 | 8 КБ, унифицированный | 40 МГц 0,68 DMIPS/МГц                                                          |
| ARM7TDMI      | ARMv4T           | ARM7TDMI(-S)                     | 3-стадийный конвейер, Thumb. В ARMv4 отказались от 26-битной адресации | Нет | 15 MIPS @ 16,8 МГц 63 DMIPS @ 70 МГц                                           |
| ARM7TDMI      | ARMv4T           | ARM710T                          | Как ARM7TDMI, дополнительно имеет кэш | 8 КБ, унифицированный, MMU                                                                                                   | 36 MIPS @ 40 МГц                                                               |
| ARM7TDMI      | ARMv4T           | ARM720T                          | Как ARM7TDMI, имеет кэш | 8 КБ, унифицированный, MMU (с FCSE — Fast Context Switch Extension)                                                          | 60 MIPS @ 59,8 МГц                                                             |
| ARM7TDMI      | ARMv4T           | ARM740T                          | Как ARM7TDMI, имеет кэш | MPU |                                                                                |
| ARM7EJ        | ARMv5TEJ         | ARM7EJ-S                         | 5-стадийный конвейер, Thumb, Jazelle DBX, Расширенные DSP-команды | Нет |                                                                                |
| ARM8          | ARMv4            | ARM810                           | 5-стадийный конвейер, статический предсказатель ветвлений, удвоение пропускной способности памяти | 8 КБ, унифицированный, MMU                                                                                                   | 84 MIPS @ 72 МГц 1,16 DMIPS/МГц                                                |
| ARM9TDMI      | ARMv4T           | ARM9TDMI                         | 5-стадийный конвейер, Thumb | Нет |                                                                                |
| ARM9TDMI      | ARMv4T           | ARM920T                          | Как ARM9TDMI, кэши | 16 КБ / 16 КБ, MMU с FCSE (Fast Context Switch Extension)                                                                    | 200 MIPS @ 180 МГц                                                             |
| ARM9TDMI      | ARMv4T           | ARM922T                          | Как ARM9TDMI, кэши | 8 КБ / 8 КБ, MMU |                                                                                |
| ARM9TDMI      | ARMv4T           | ARM940T                          | Как ARM9TDMI, кэши | 4 КБ / 4 КБ, MPU |                                                                                |
| ARM9E         | ARMv5TE          | ARM946E-S                        | Thumb, DSP, кэши | Различные, тесно связанная память (TCM), MPU                                                                                 |                                                                                |
| ARM9E         | ARMv5TE          | ARM966E-S                        | Thumb, DSP | Без кэша и памяти TCM |                                                                                |
| ARM9E         | ARMv5TE          | ARM968E-S                        | Как ARM966E-S | Без кэша и TCM |                                                                                |
| ARM9E         | ARMv5TEJ         | ARM926EJ-S                       | Thumb, Jazelle DBX, DSP | Различные, TCM, MMU | 220 MIPS @ 200 МГц                                                             |
| ARM9E         | ARMv5TE          | ARM996HS                         | Процессор без тактовой частоты, остальное как у ARM966E-S | Без кэша, TCM, MPU |                                                                                |
| ARM10E        | ARMv5TE          | ARM1020E                         | 6-стадийный конвейер, Thumb, DSP, (VFP) | 32 КБ / 32 КБ, MMU |                                                                                |
| ARM10E        | ARMv5TE          | ARM1022E                         | Как ARM1020E | 16 КБ / 16 КБ, MMU |                                                                                |
| ARM10E        | ARMv5TEJ         | ARM1026EJ-S                      | Thumb, Jazelle DBX, DSP, (VFP) | Различные, MMU или MPU |                                                                                |
| ARM11         | ARMv6            | ARM1136J(F)-S                    | 8-стадийный конвейер, SIMD, Thumb, Jazelle DBX, (VFP), DSP | Различные, MMU | 740 @ 532—665 МГц (i.MX31 SoC), 400—528 МГц                                    |
| ARM11         | ARMv6T2          | ARM1156T2(F)-S                   | 8-стадийный конвейер, SIMD, Thumb-2, (VFP), DSP | Различные, MPU |                                                                                |
| ARM11         | ARMv6Z           | ARM1176JZ(F)-S                   | Как ARM1136EJ(F)-S | Различные, MMU + TrustZone                                                                                                   | 965 DMIPS @ 772 МГц, до 2600 DMIPS с 4 процессорами                            |
| ARM11         | ARMv6K           | ARM11 MPCore                     | Как ARM1136EJ(F)-S, SMP с 1-4 ядрами | Различные, MMU |                                                                                |
| SecurCore     | ARMv6-M          | SC000                            | | | 0,9 DMIPS/МГц                                                                  |
| SecurCore     | ARMv4T           | SC100                            | | |                                                                                |
| SecurCore     | ARMv7-M          | SC300                            | | | 1,25 DMIPS/МГц                                                                 |
| Cortex-M      | ARMv6-M          | Cortex-M0                        | Microcontroller profile, Thumb + Thumb-2 subset (BL, MRS, MSR, ISB, DSB, DМB), аппаратное умножение, опциональный системный таймер и память «bit-banding» | Опциональный кэш, без TCM, без MPU                                                                                           | 0,84 DMIPS/МГц                                                                 |
| Cortex-M      | ARMv6-M          | Cortex-M0+                       | Микроконтроллер, подмножество Thumb и Thumb-2 (BL, MRS, MSR, ISB, DSB, DМB), аппаратное умножение, опциональный системный таймер и память «bit-banding» | Опциональный кэш, без TCM, опциональный MPU на 8 регионов                                                                    | 0,93 DMIPS/МГц                                                                 |
| Cortex-M      | ARMv6-M          | Cortex-M1                        | Микроконтроллер, подмножество Thumb и Thumb-2 (BL, MRS, MSR, ISB, DSB, DMB), аппаратное умножение, опция SVC / банк для указателя стека, опциональный системный таймер, без памяти «bit-banding» | Опциональный кэш, 0-1024 КБ I-TCM, 0-1024 КБ D-TCM, без MPU                                                                  | 136 DMIPS @ 170 МГц, (0,8 DMIPS/МГц FPGA-dependent)                            |
| Cortex-M      | ARMv7-M          | Cortex-M3                        | Микроконтроллер, Thumb / Thumb-2, аппаратные умножение и деление, опциональная память «bit-banding» | Опциональный кэш, без TCM, опциональный MPU на 8 регионов                                                                    | 1,25 DMIPS/МГц                                                                 |
| Cortex-M      | ARMv7E-M         | Cortex-M4                        | Микроконтроллер, Thumb / Thumb-2 / DSP / опциональное расширение FPv4 для одинарной точности, аппаратные умножение и деление, опциональная память «bit-banding» | Опциональный кэш, без TCM, опциональный MPU на 8 регионов                                                                    | 1,25 DMIPS/МГц (1,27 с FPU FPv4)                                               |
| Cortex-M      | ARMv7E-M         | Cortex-M7                        | Микроконтроллер, Thumb / Thumb-2 / DSP / опциональный блок FPU для чисел одинарной и двойной точности, аппаратные умножение и деление | 0-64 КБ I-кэш, 0-64 КБ D-кэш, 0-16 МБ I-TCM, 0-16 МБ D-TCM (все — с опциональным ECC), Опциональный MPU на 8 или 16 регионов | 2,14 DMIPS/МГц                                                                 |
| Cortex-M      | ARMv8-M Baseline | Cortex-M23                       | ARM TrustZone | | 0,98 DMIPS/МГц 2,5 CoreMark/МГц                                                |
| Cortex-M      | ARMv8-M Mainline | Cortex-M33                       | ARM TrustZone | | 1,5 DMIPS/МГц 3,86 CoreMark/МГц                                                |
| Cortex-R      | ARMv7-R          | Cortex-R4                        | Профиль реального времени, Thumb / Thumb-2 / DSP / опциональный VFPv3 FPU, аппаратные умножение и опциональное деление, опциональные четность и ECC для внутренних шин, кэша, TCM, 8-стадийный конвейер, два ядра в режиме «lockstep» с логикой обработки ошибок | 0-64 КБ / 0-64 КБ, 0-2 из 0-8 МБ TCM, опционально MPU на 8 или 12                                                            |                                                                                |
| Cortex-R      | ARMv7-R          | Cortex-R5 (MPCore)               | Профиль реального времени, Thumb / Thumb-2 / DSP / опциональный VFPv3 FPU, аппаратные умножение и опциональное деление, опциональные четность и ECC для внутренних шин, кэша, TCM, 8-стадийный конвейер, два ядра в режиме «lockstep» с логикой обработки ошибок. Опционально допускается работа двух ядер как независимых. Периферийный порт с низкими задержками (LLPP), порт когерентности для ускорителя (ACP)                                                               | 0-64 КБ / 0-64 КБ, 0-2 из 0-8 МБ TCM, опц. MPU на 12 или 16                                                                  |                                                                                |
| Cortex-R      | ARMv7-R          | Cortex-R7 (MPCore)               | Профиль реального времени, Thumb / Thumb-2 / DSP / опциональный VFPv3 FPU, аппаратные умножение и опциональное деление, опциональные четность и ECC для внутренних шин, кэша, TCM, 11-стадийный конвейер, два ядра в режиме «lockstep» с логикой обработки ошибок. Ядра out-of-order, с динамическим переименованием регистров. Опционально допускается работа двух ядер как независимых. Периферийный порт с низкими задержками (LLPP), порт когерентности для ускорителя (ACP) | 0-64 КБ / 0-64 КБ, ? из 0-128 КБ TCM, опц. MPU на 16                                                                         |                                                                                |
| Cortex-A      | ARMv7-A          | Cortex-A5                        | Профиль «Application», ARM / Thumb / Thumb-2 / DSP / SIMD / опциональный VFPv4-D16 FPU / опциональный NEON / Jazelle RCT и DBX, 1-4 ядро, опционально MPCore, блок управления снупированием (SCU, snoop control unit), контроллер общих прерываний (GIC), порт когерентности для ускорителя (ACP) | 4-64 КБ / 4-64 КБ L1, MMU + TrustZone                                                                                        | 1,57 DMIPS/МГц на ядро                                                         |
| Cortex-A      | ARMv7-A          | Cortex-A7 MPCore                 | Профиль «Application», ARM / Thumb / Thumb-2 / DSP / VFPv4-D16 FPU / NEON / Jazelle RCT и DBX / аппаратная виртуализация, очередное исполнение команд (in-order), суперскаляр, SMP на 1-4 ядра, Large Physical Address Extensions (LPAE), блок управления снупированием (SCU), контроллер общих прерываний (GIC), порт когерентности для ускорителя (ACP). Архитектура и набор расширений совпадают с Cortex-A15. 8-10 стадий в конвейере, пониженное энергопотребление          | 32 КБ / 32 КБ L1, 0-4 МБ L2, MMU + TrustZone                                                                                 | 1,9 DMIPS/МГц на ядро                                                          |
| Cortex-A      | ARMv7-A          | Cortex-A8                        | Профиль «Application», ARM / Thumb / Thumb-2 / VFPv3 FPU / NEON / Jazelle RCT и DAC, 13-стадийный суперскаляр | 16-32 КБ / 16-32 КБ L1, 0-1 МБ L2 опц. ECC, MMU + TrustZone                                                                  | до 2000 (2,0 DMIPS/МГц с частотами от 600 МГц до превышающих 1 ГГц)            |
| Cortex-A      | ARMv7-A          | Cortex-A9 MPCore                 | Профиль «Application», ARM / Thumb / Thumb-2 / DSP / опционально VFPv3 FPU / опционально NEON / Jazelle RCT и DBX, внеочередное исполнение (out-of-order) со спекулятивностью, суперскаляр, SMP на 1-4 ядра, блок управления снупированием (SCU), контроллер общих прерываний (GIC), порт когерентности для ускорителя (ACP). | 16-64 КБ / 16-64 КБ L1, 0-8 МБ L2 опц. контроль четности, MMU + TrustZone                                                    | 2,5 DMIPS/МГц на ядро, 10,000 DMIPS @ 2 ГГц на техпроцессе TSMC 40G (два ядра) |
| Cortex-A      | ARMv7-A          | Cortex-A12 позже объединен с A17 | Профиль «Application», ARM / Thumb-2 / DSP / VFPv4 FPU / NEON / аппаратная виртуализация, внеочередное спекулятивное исполнение, суперскаляр, SMP на 1-4 ядра, Large Physical Address Extensions (LPAE), блок управления снупированием (SCU), контроллер общих прерываний (GIC), порт когерентности для ускорителя (ACP). | 32-64 КБ / 32 КБ L1, 256 КБ-8 МБ L2                                                                                          | 3,0 DMIPS/МГц на ядро                                                          |
| Cortex-A      | ARMv7-A          | Cortex-A15 MPCore                | Профиль «Application», ARM / Thumb / Thumb-2 / DSP / VFPv4 FPU / NEON / целочисленное деление / MAC (объединенное умножение-сложение) / Jazelle RCT / аппаратная вирутализация, внеочередное спекулятивное исполнение, суперскаляр, SMP на 1-4 ядра, Large Physical Address Extensions (LPAE), блок управления снупированием (SCU), контроллер общих прерываний (GIC), порт когерентности для ускорителя (ACP). 15-24 стадийный конвейер                                         | 32 КБ с четностью / 32 КБ с ECC L1, 0-4 МБ L2 с ECC, MMU + TrustZone                                                         | Не менее 3,5 DMIPS/МГц на ядро (до 4,01 DMIPS/МГц в зависимости от реализации) |
| Cortex-A      | ARMv7-A          | Cortex-A17 MPCore                | Профиль «Application», ARM / Thumb / Thumb-2 / DSP / VFPv4 FPU / NEON / целочисленное деление / MAC (объединенное умножение-сложение) / Jazelle RCT / аппаратная виртуализация, внеочередное спекулятивное исполнение, суперскаляр, SMP на 1-4 ядра, Large Physical Address Extensions (LPAE), блок управления снупированием (SCU), контроллер общих прерываний (GIC), порт когерентности для ускорителя (ACP).                                                                  | MMU + TrustZone |                                                                                |
| Cortex-A50    | ARMv8-A          | Cortex-A53                       | Профиль «Application», AArch32 и AArch64, SMP на 1-4 ядра, Trustzone, улучшенный NEON SIMD, VFPv4, аппаратная виртуализация, запуск до двух команд в цикл, очередное (in-order) конвейерное исполнение | 8-64 КБ с четностью / 8-64 КБ с ECC L1 на каждое ядро, 128 КБ-2 МБ общий L2, 40-битные физические адреса                     | 2,3 DMIPS/МГц                                                                  |
| Cortex-A50    | ARMv8-A          | Cortex-A57                       | Профиль «Application», AArch32 и AArch64, SMP на 1-4 ядра, Trustzone, улучшенный NEON SIMD, VFPv4, аппаратная виртуализация, запуск множества команд в цикл, глубокое внеочередное исполнение | 48 КБ с двойной четностью (DED) / 32 КБ L1 с ECC на ядро, 512 КБ-2 МБ общий L2, 44-битные физ. адреса                        | Не менее 4,1 DMIPS/МГц на ядро (до 4,76 DMIPS/МГц в зависимости от реализации) |
| Cortex-A50    | ARMv8-A          | Cortex-A72                       | | |                                                                                |
| Семейство ARM | Архитектура ARM  | Ядро                             | Дополнения | Кэши (I / D), MMU | Типичные MIPS @ МГц                                                            |

### Разработки других групп
Разработаны сторонними компаниями, владевшими архитектурной лицензией от ARM, которая разрешала реализацию запатентованных инструкций.
| Семейство           | Набор команд    | Микроархитектура | Набор расширение | Кэш I / D), MMU                                        | Типичные Typical MIPS @ МГц |
| ------------------- | --------------- | ---------------- | --- | ------------------------------------------------------ | --------------------------- |
| StrongARM           | ARMv4           | SA-110           | 5-стадийный конвейер | 16 КБ / 16 КБ, MMU                                     | 100-206 МГц 1,0 DMIPS/МГц   |
| StrongARM           | ARMv4           | SA-1100          | Развитие SA-110 | 16 КБ / 8 КБ, MMU                                      |                             |
| Faraday             | ARMv4           | FA510            | 6-стадийный конвейер | До 32 КБ / 32 КБ кэш, MPU                              | 1,26 DMIPS/МГц 100—200 МГц  |
| Faraday             | ARMv4           | FA526            | 6-стадийный конвейер | До 32 КБ / 32 КБ кэш, MMU                              | 1,26 MIPS/МГц 166—300 МГц   |
| Faraday             | ARMv4           | FA626            | 8-стадийный конвейер | 32 КБ / 32 КБ кэш, MMU                                 | 1,35 DMIPS/МГц 500 МГц      |
| Faraday             | ARMv5TE         | FA606TE          | 5-стадийный конвейер | Без кэша, без MMU                                      | 1,22 DMIPS/МГц 200 МГц      |
| Faraday             | ARMv5TE         | FA626TE          | 8-стадийный конвейер | 32 КБ / 32 КБ кэш, MMU                                 | 1,43 MIPS/МГц 800 МГц       |
| Faraday             | ARMv5TE         | FMP626TE         | 8-стадийный конвейер, SMP | 32 КБ / 32 КБ кэш, MMU                                 | 1,43 MIPS/МГц 500 МГц       |
| Faraday             | ARMv5TE         | FA726TE          | 13-стадийный конвейер, запуск двух инструкций в такт                                                                                  | 32 КБ / 32 КБ кэш, MMU                                 | 2,4 DMIPS/МГц 1000 МГц      |
| XScale              | ARMv5TE         | XScale           | 7-стадийный конвейер, Thumb, DSP | 32 КБ / 32 КБ, MMU                                     | 133-400 МГц                 |
| XScale              | ARMv5TE         | Bulverde         | Дополнительно: расширения WMMX, Wireless SpeedStep                                                                                    | 32 КБ / 32 КБ, MMU                                     | 312-624 МГц                 |
| XScale              | ARMv5TE         | Monahans         | Дополнительно: расширение WMMX2 | 32 КБ / 32 КБ (L1), опциональный L2 кэш до 512 КБ, MMU | Up to 1,25 ГГц              |
| Marvell Sheeva      | ARMv5           | Feroceon         | 5-8 стадий конвейера, запуск одной инструкции за цикл                                                                                 | 16 КБ / 16 КБ, MMU                                     | 600-2000 МГц                |
| Marvell Sheeva      | ARMv5           | Jolteon          | 5-8 стадий конвейера, запуск двух инструкций за цикл                                                                                  | 32 КБ / 32 КБ, MMU                                     | 600-2000 МГц                |
| Marvell Sheeva      | ARMv5           | PJ1 (Mohawk)     | 5-8 стадий конвейера, запуск двух инструкций за цикл, WMMX2                                                                           | 32 КБ / 32 КБ, MMU                                     | 1,46 DMIPS/МГц 1,06 ГГц     |
| Marvell Sheeva      | ARMv6 / ARMv7-A | PJ4              | 6-9 стадий конвейера, запуск двух инструкций за цикл, WMMX2, SMP                                                                      | 32 КБ / 32 КБ, MMU                                     | 2,41 DMIPS/МГц 1,6 ГГц      |
| Snapdragon          | ARMv7-A         | Scorpion         | 1 или 2 ядра. ARM / Thumb / Thumb-2 / DSP / SIMD / VFPv3 FPU / NEON (ширина 128-бит)                                                  | 256 КБ L2 на ядро                                      | 2,1 DMIPS/МГц на ядро       |
| Snapdragon          | ARMv7-A         | Krait            | 1, 2, или 4 ядра. ARM / Thumb / Thumb-2 / DSP / SIMD / VFPv4 FPU / NEON (ширина 128-бит)                                              | 4 КБ / 4 КБ L0, 16 КБ / 16 КБ L1, 512 КБ L2 на ядро    | 3,3 DMIPS/МГц на ядро       |
| Apple A6, Apple A6X | ARMv7-A         | Swift            | 2 ядра. ARM / Thumb / Thumb-2 / DSP / SIMD / VFPv4 FPU / NEON                                                                         | L1: 32 КБ / 32 КБ, L2: 1 МБ                            | 3,5 DMIPS/МГц на ядро       |
| Apple A7            | ARMv8-A         | Cyclone          | 2 ядра. ARM / Thumb / Thumb-2 / DSP / SIMD / VFPv4 FPU / NEON / TrustZone / AArch64                                                   | L1: 64 КБ / 64 КБ, L2: 1 МБ                            | 1,3 ГГц                     |
| Apple A8            | ARMv8-A         | Cyclone          | 2 ядра. ARM / Thumb / Thumb-2 / DSP / SIMD / VFPv4 FPU / NEON / TrustZone / AArch64                                                   | L1: (н/у);КБ, L2: (н/у);МБ                             | 1,4 ГГц                     |
| X-Gene              | ARMv8-A         | X-Gene           | 64-разрядный, запуск до 4 инструкций за цикл, SMP, 64 ядра                                                                            | кэш, MMU, виртуализация                                | 3 ГГц                       |
| Denver              | ARMv8-A         | Denver           | 64-разрядный, 2 ядра SMP, аппаратный декодер до 2 инструкций за цикл, либо программная динамическая рекомпиляция в широкие инструкции | 128 КБ I / 64 КБ D                                     | до 2,5 ГГц                  |
| ThunderX            | ARMv8-A         | ThunderX         | 64-разрядный, 2 модели: 8-16 или 24-48 ядер (возможно объединение двух чипов)                                                         |                                                        | До 2,5 ГГц                  |